# Julie Deliquet
Julie Deliquet est une metteuse en scène française. Fondatrice du  Collectif In Vitro, elle est la directrice du Théâtre Gérard Philipe de Saint-Denis depuis mars 2020.

## Biographie
Après des études de cinéma et à l’issue de sa formation au Conservatoire de Montpellier puis à l’École du Studio-théâtre d'Asnières, Julie Deliquet poursuit sa formation à l’École Internationale Jacques Lecoq.
Elle est à l'origine du Collectif In Vitro. Elle met en scène un premier spectacle en 2009, Derniers remords avant l'oubli de Jean-Luc Lagarce,. Elle obtient alors le prix du public au concours Jeunes metteurs en scène du Théâtre 13,.
En 2011, elle co-écrit Hold-on avec le collectif Le Laabo, spectacle mis en scène par Anne Astolfe, et dans lequel elle joue également.
La metteure en scène monte la même année La Noce de Brecht au Théâtre de Vanves. Il est présenté au Centquatre-Paris dans le cadre du festival Impatience en 2013. Puis, elle se lance dans une création collective avec Nous sommes seuls maintenant, qui est repris en intégral dans le cadre du Festival d’automne 2014 au Théâtre de la Ville à Paris et au Théâtre Gérard Philipe (TGP). Le collectif In Vitro est d'ailleurs artiste associé du TGP, où Julie Deliquet monte, en 2015, Catherine et Christian, à nouveau dans le cadre du Festival d'automne,. Cette même année, elle met en scène Gabriel(le), projet qui s'inscrit dans le cadre du projet « Adolescence et territoire(s) » à l’initiative du Théâtre de l'Odéon.
En septembre 2016, elle met en scène Vania d’après Anton Tchekhov à la Comédie-Française,. Elle y dirige notamment Dominique Blanc, Hervé Pierre, Stéphane Varupenne ainsi qu'Anna Cervinka qui reçoit le Molière de la révélation féminine 2017 pour son interprétation de Sonia. L'année suivante, elle crée Mélancolie(s) d’après Les Trois Sœurs et Ivanov d’Anton Tchekhov au Théâtre de Lorient puis repris dans le cadre du Festival d'automne au Théâtre de la Bastille.
En parallèle, elle mène une activité d'enseignement (à La Fabrique, école d’art dramatique de Champigny-sur-Marne depuis 2010, et à l'école de la Comédie de Saint-Étienne, où elle est la marraine de la promotion de la rentrée 2017) et de doublage (notamment de Jaimie Alexander dans Run or Die).
En février 2019, elle revient à la Comédie-Française pour mettre en scène une adaptation de Fanny et Alexandre d'Ingmar Bergman puis adapte l'année suivante le film Un conte de Noël d'Arnaud Desplechin au Théâtre de l'Odéon.
Elle est nommée directrice du Théâtre Gérard-Philipe, centre dramatique national de Saint-Denis en mars 2020.
En 2021, elle crée Huit heures ne font pas un jour de Rainer Werner Fassbinder au TGP et y co-met en scène en 2022 Fille(s) de aux côtés de Lorraine de Sagazan, Leïla Anis et les actrices du collectif In Vitro. Elle crée la même saison avec la troupe de la Comédie-Française, Jean-Baptiste, Madeleine, Armande et les autres... d’après Molière, salle Richelieu.
Elle ouvre la 77e édition du Festival d'Avignon en 2023 avec sa création Welfare, une adaptation du film éponyme de Frederick Wiseman. Elle devient ainsi la seconde femme dans l'histoire du Festival à mettre en scène dans la cour d'honneur du Palais des Papes, après Ariane Mnouchkine.
En 2025 elle crée La guerre n'a pas un visage de femme, d'après Svetlana Alexievitch, en ouverture de la 39eme édition du festival du Printemps des Comédiens.

## Spectacles (sélection)

### Mise en scène
- 2009 : Derniers remords avant l'oubli de Jean-Luc Lagarce
- 2011 : La Noce de Brecht
- 2013 : Nous sommes seuls maintenant
- 2015 : Catherine et Christian
- 2015 : Gabriel(le)[20]
- 2016 : Vania, d’après Anton Tchekhov
- 2017 : Mélancolie(s)
- 2019 : Fanny et Alexandre d'après le film d'Ingmar Bergman
- 2020 : Un conte de Noël d'après le film d'Arnaud Desplechin
- 2021 : Huit heures ne font pas un jour d'après la mini-série télévisée (1972) de Rainer Werner Fassbinder
- 2022 : Fille(s) de
- 2022 : Jean-Baptiste, Madeleine, Armande et les autres…
- 2023 : Welfare, d'après le film de Frederick Wiseman
- 2025 : La guerre n'a pas un visage de femme, d'après Svetlana Alexievitch

### Actrice
- 2011 : Hold-on, mis en scène par Anne Astolfe

## Filmographie

### Doublage
- 2007 : Claymore : Ophélie
- 2009 : Code Geass : Milly Ashford
- 2009 : Fairy Tail : Cherrya Brendy et Yukino Agria
- 2013 : Kill la Kill : Satsuki Kiryūin
- 2019[21] : Code Geass: Lelouch of the Re;surrection : Sayoko Shinozaki

### Réalisation
- 2020 : Violeta (court-métrage) pour le projet « La 3e Scène » de l'Opéra de Paris, ensuite intégré au long métrage collectif Celles qui chantent

## Distinctions

### Récompenses
- 2009 : Prix du public au concours Jeunes metteurs en scène du Théâtre 13 pour Derniers remords avant l'oubli de Jean-Luc Lagarce

### Nominations
- Molières 2024 : Molière du théâtre public pour Welfare

### Décoration
- 2020 :  Officière de l'ordre des Arts et des Lettres[22]